# Patrick Berg
Patrick Berg (* 24. November 1997 in Bodø) ist ein norwegischer Fußballspieler, der aktuell beim FK Bodø/Glimt in der Eliteserien spielt.

## Karriere

### Verein
Berg begann seine fußballerische Ausbildung beim FK Bodø/Glimt, wo er bis 2014 ausschließlich in der Jugend spielte. Am 12. Juli 2014 (15. Spieltag) debütierte er in der Eliteserien gegen den Odds BK, nachdem er eingewechselt wurde. Dies war jedoch sein einziger in der Saison 2014. Auch in der Spielzeit 2015 wurde er hin und wieder eingewechselt und spielte wettbewerbsübergreifend fünfmal. Am 6. August 2016 (19. Spieltag) schoss er bei einer 2:3-Niederlage gegen den Molde FK sein erstes Tor im Profibereich. Gegen Ende der Saison 2016 wurde er zum Stammspieler seines Teams und kam zu insgesamt 21 Spielen und zwei Toren. Sein Team stieg dennoch am Ende der Saison in die OBOS-ligaen ab. In der zweiten norwegischen Liga war er nur zeitweise Stammspieler und kam zu 17 Zweitligapartien. Nach nur einer Saison dort stieg er mit seiner Mannschaft direkt wieder in die Eliteserien auf. Auch dort konnte er sich noch nicht durchsetzen und spielte 19 Spiele in der Meisterschaft. In der Saison 2019 konnte er sich zum Stammspieler entwickeln und spielte 24 Spiele in der Liga. In der Folgespielzeit 2020 wurde er sogar zum Mannschaftskapitän und führte seinen Verein zur Meisterschaft mit 28 Einsätzen und vier Toren. In der nächsten Saison 2021 gab er am 27. August 2020 in der Qualifikation Europa League gegen den FK Kauno Žalgiris, als man 6:1 gewann, sein internationales Debüt. Bereits in der zweiten Runde schoss er bei einem 3:1-Sieg über den FK Žalgiris Vilnius seinen ersten Treffer auf internationalem Boden. Die Qualifikation zu Europa League schaffte sein Verein nicht, die Meisterschaft konnte man jedoch verteidigen und Berg wurde zudem mit wettbewerbsübergreifend fünf Toren in 31 Spielen zum Spieler der Saison gewählt. Nachdem er daraufhin auch in der Champions-League-Qualifikation gespielt hatte, debütierte er in einem Europapokal-Endrundenspiel in der Conference League gegen Sorja Luhansk. Fünf Wochen später schoss er bei einem 6:1-Sieg über die AS Rom sein erstes Tor im finalen Wettbewerb. Man schaffte dieses Mal die Qualifikation zur Conference League, wo sie weiterkamen und Berg ein Tor in fünf Gruppenspielen schoss.
Im Januar 2022 wechselte er in die französische Ligue 1 zum RC Lens. Sein Debüt im neuen Trikot gab er am 8. Januar 2022 (20. Spieltag) nach Einwechslung beim 1:0-Sieg über Stade Rennes. Nach nur einem halben Jahr verließ er Lens im August 2022 wieder und schloss sich erneut dem FK Bodø/Glimt an.

### Nationalmannschaft
Von 2013 bis 2016 spielte er für diverse Juniorennationalmannschaften Norwegens von der U16 bis zur U19. Am 24. März 2021 wurde er in der WM-Qualifikation in der Halbzeit bei einem 3:0-Sieg über Gibraltar eingewechselt und debütierte somit in der A-Nationalmannschaft. Im Jahr 2021 kam er zu neun Einsätzen in der Nationalmannschaften Norwegens.

## Erfolge
FK Bodø/Glimt
- Meister der OBOS-ligaen und Aufstieg in die Eliteserien: 2017
- Norwegischer Meister: 2020, 2021, 2023

Individuell
- Spieler der Saison in der Eliteserien: 2021